# لغة كنعانية أكدية
الكنعانية الأكدية هي لغة سامية قديمة كتبت بها رسائل تل العمارنة من كنعان. وهي خليط بين المفردات الأكدية وقواعد الكتابة الكنعانية. وتستخدم نظام الكتابة المسمارية في اللغة الأكدية.